# Darnell Johnson
Darnell Tobias Jack Johnson (ur. 3 września 1998 w Leicester) – angielski piłkarz grający na pozycji środkowego obrońcy w Forest Green Rovers.

## Sukcesy

### Anglia U19
- Mistrzostwa Europy U-19: 2017[4]